# 欧阳驹

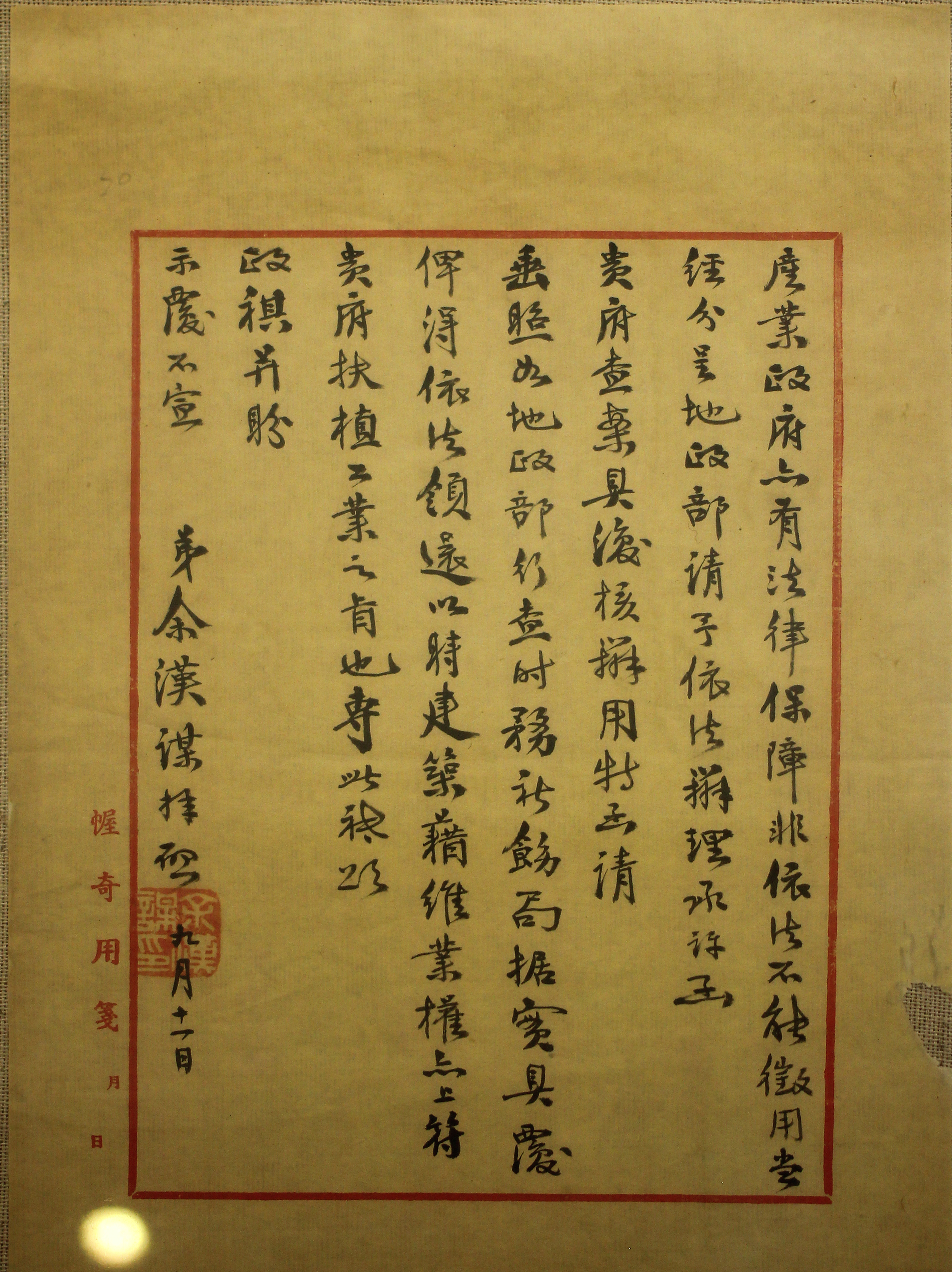
廣州綏靖公署主任余漢謀致廣州市市長歐陽駒函

欧阳驹（1896年—1958年6月19日），字惜白，广东香山人，中華民国政治人物，吴铁城亲信。曾任国民革命军师长、广东公安局局长、广州市长、闽粤赣边区中将副总司令、总统府国策顾问等。妻易蕴端为篆刻名家易大侄女，弟欧阳万里为广州市银行行长。

## 生平
:8385-8386
欧阳驹早年毕业于保定陆军军官学校第六期步兵科，曾加入中国同盟会。毕业后在陈其美部队中任职。
1923年参加讨伐陈炯明的第一次东征，出任护法军政府东路讨贼军第一路司令部参谋长。1925年9月，任国民革命军独立第一师副师长，第十七师少将副师长、中将师长。1927年后任虎门要塞司令部中将司令官、潮梅警备司令。
1929年出任广州市公安局长、广东全省保安处处长、国民党广州市党部执委。1929年任广州市公安局长兼广东警官学校筹备处主任、校长，国民党广州市党部执行委员。
1930年兼任广东省保安处长。1932年调武汉，任国民政府军委会武汉行营中将高参。1936年5月，任淞沪警备司令部参谋长。1937年4月，任广东省政府委员兼秘书长。
1938年10月广州沦陷后，组织省府人员迁往粤北韶关、连县。1939年任国民党驻港澳总支部执行委员。1943年任闽粤赣边区副总司令，组织和指挥地方武装参加第一、二次粤北会战。
1945年5月，当选为国民党第六届中央执行委员。同年9月赴汕头，奉国民政府军委会令同余汉谋一起参与主持潮汕区日军受降仪式。
1946年6月，作为吴铁城的亲信出任广州市市长。
1949年赴台，后任总统府国策顾问。1958年于臺北逝世。